# Moreno Hofland
Moreno Hofland (Roosendaal, 31 d'agost de 1991) fou un ciclista neerlandès que va competir professionalment des del 2010 fins al 2021.
En el seu palmarès destaca una etapa a la París-Niça de 2014.

## Palmarès
- 2009
  - 1r al Trofeu Centre Morbihan i vencedor de 2 etapes
- 2011
  - Vencedor de 2 etapes a la Kreiz Breizh Elites
  - Vencedor d'una etapa a la Volta a Lleó
  - Vencedor d'una etapa al Tour de l'Avenir
- 2012
  -  Campió dels Països Baixos sub-23 en ruta
  - Vencedor d'una etapa a la Kreiz Breizh Elites
  - Vencedor d'una etapa al Tour de l'Avenir
- 2013
  - 1r al Tour de Hainan i vencedor de 3 etapes
- 2014
  - 1r a la Volta Limburg Classic
  - Vencedor d'una etapa a la París-Niça
  - Vencedor d'una etapa a la Volta a Andalusia
  - Vencedor de 2 etapes al Tour de Utah
  - Vencedor d'una etapa al Tour de Hainan
- 2015
  - Vencedor d'una etapa al Tour de Yorkshire
  - Vencedor d'una etapa a la Ster ZLM Toer
- 2017
  - 1r a la Famenne Ardenne Classic

### Resultats a la Volta a Espanya
- 2014. Abandona (9a etapa)

### Resultats al Giro d'Itàlia
- 2015. 136è de la classificació general
- 2016. Abandona (13a etapa)
- 2017. 139è de la classificació general